# The Silvertones
 (mai 2025).
Si vous disposez d'ouvrages ou d'articles de référence ou si vous connaissez des sites web de qualité traitant du thème abordé ici, merci de compléter l'article en donnant les références utiles à sa vérifiabilité et en les liant à la section « Notes et références ».
The Silvertones (aussi connus sous le nom de The Valentines, The Gold Tones, The Admirals, The Muskyteers) est un groupe vocal de reggae jamaïcain formé en 1964, plus connus pour leurs enregistrements pour Lee Scratch Perry au début des années 1970.
Le groupe est formé en 1964 par Delroy Denton, Keith Coley et Gilmore Grant. Ils connaissent le succès en 1965 avec True Confession and It’s Real, deux titres produits par Duke Reid et sortis sur le label Dr. Bird, et publient également Cool Down, toujours produit par Duke Reid.
Leur titre Smile enregistré à Studio One est connu en France pour avoir fourni le riddim à la chanson Lève-toi, Bats-toi des Nèg' Marrons. Ce riddim sert également au classique Hello (Mama) Africa de Garnett Silk ; Smile a été repris par Gregory Isaacs sur l'album Mr Isaacs.

## Discographie

### albums
- 1974 - Silver Bullets - Black Art/Trojan (réédité en CD en 2021 augmenté de 13 titres bonus)
- 1999 - Young at Heart - Studio One
- 2013 - Keep On Rolling - Paris DJs
- 2017 - Push The Fire - Compound Records

### singles
- 1966 - True Confession
- 1966 - Raindrops
- 1966 - When My Baby Smiles
- 1967 - Whoo Baby
- 1967 - Cool Down
- 1968 - Midnight Hour
- 1968 - Don't Say No
- 1968 - Party Tonight
- 1968 - Old Man River
- 1968 - Broken Hearted Melody/Fall In Love
- 1969 - Intensified Change/Marie
- 1969 - Blue Bird
- 1969 - Come Look Here
- 1971 - Tear Drops Wil Fall
- 1971 - Please Stay
- 1973 - That's When It Hurts
- 1974 - Financial Crisis
- 1975 - When Knotty Came
- 1975 - Suffer's Child
- 1975 - Rock Me In Your Soul
- 1975 - Boys In The Ghetto
- 1977 - Young In Heart (Young At Heart)
- 1977 - African Dub
- 1977 - Cheating And Lying
- 1977 - Burning In My Soul
- 1977 - King Of Kings
- 1977 - Make A Joyfull Noise
- 1977 - Don't Cry
- 1977 - Smile
- 1977 - What A Situation
- 1977 - Let Us Give Praise
- 1977 - Stop Crying
- 1978 - Sincerely
- 1978 - Teadrops Will Fall
- 1979 - Take A Little Love
- 1979 - Come Forward
- 1979 - Midnight Hour
- 1980 - Ain't No Love